# Соксу (станция метро)
«Соксу» (кор. 석수역) — наземная станция Сеульского метро на Первой (Линия Кёнбусон).
Станция представлена двумя островными платформами. Станция обслуживается Корейской национальной железнодорожной корпорацией (Korail). Расположена в квартале Соксу-1-дон района Манан города Анян (провинция Кёнгидо, Республика Корея). Станция была открыта на действующем участке 1-й очереди Первой линии. На станции установлены платформенные раздвижные двери.
На Первой линии поезда Кёнбусон зелёный экспресс (SC: Gyeongbu green express), Кёнвон экспресс (GWː Gyeongwon) и Кёнкин экспресс (GI: Gyeongin), Кёнбусон красный экспресс (GB: Gyeongbu red express. A и B Йонсан—Чонан) не обслуживают станцию.
Пассажиропоток — на 1-й линии 22 046 чел/день (2013).